# Sant Salvador de les Pallargues
Sant Salvador de les Pallargues és l'església parroquial de les Pallargues, al municipi dels Plans de Sió (Segarra), inclosa a l'Inventari del Patrimoni Arquitectònic de Catalunya.

## Descripció
L'edifici de l'església està situat a un dels carrers principals del nucli, davant d'una petita plaça, realitzat amb paredat i coberta a dues aigües.

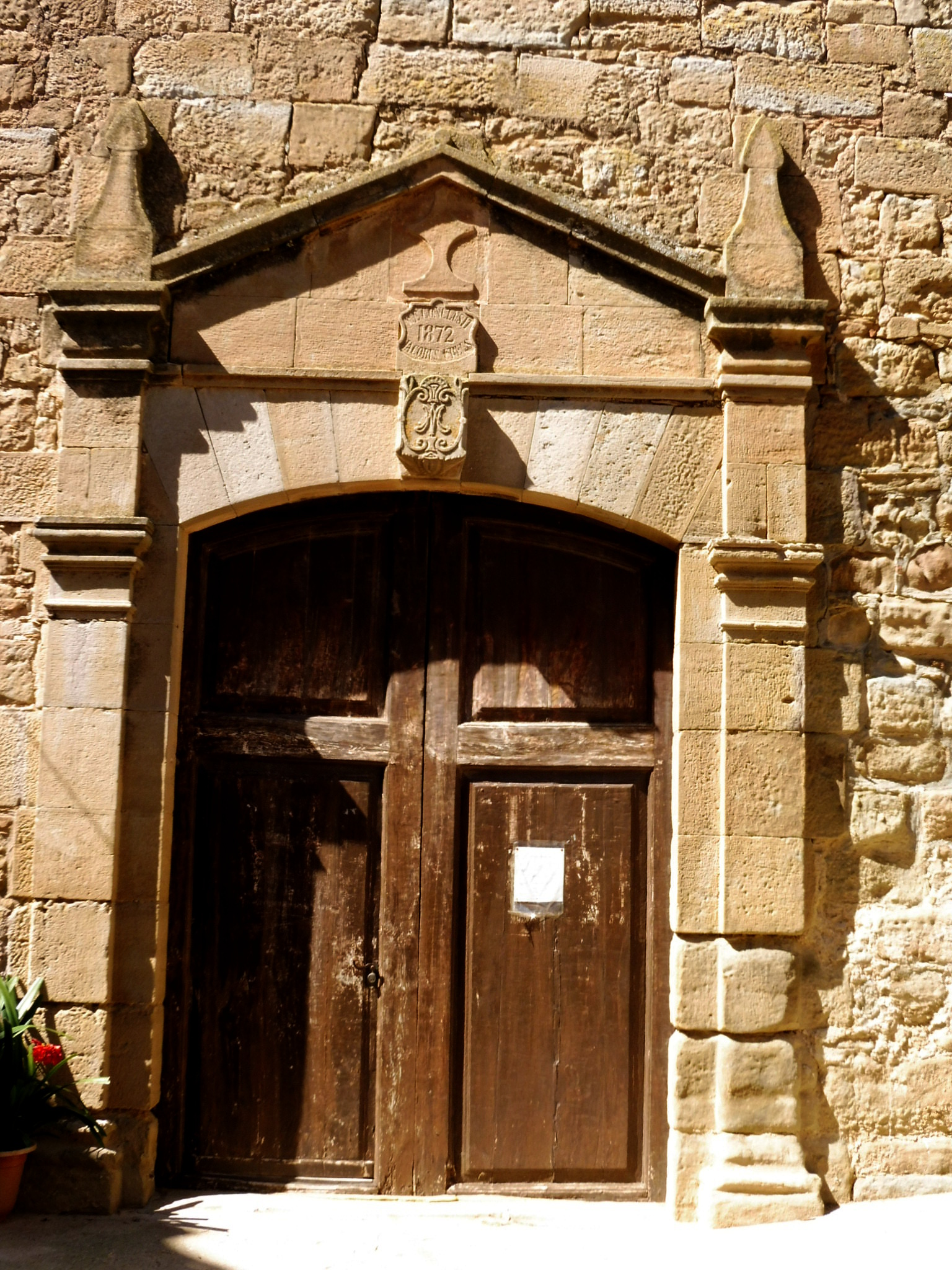
La portalada

A la façana està ubicada la portalada principal, realitzada amb arc rebaixat amb la dovella central decorada, envoltada per dues pilastres adossades que culminen amb dos pinacles laterals, els quals flanquegen un frontó central on apareix la data de construcció, l'any 1872. Per damunt la portalada es troba un rosetó que desenvolupa la funció d'il·luminar l'interior de l'església, una altra obertura circular de petites dimensions per sobre d'aquest, i un alt relleu a la part superior amb la representació del Salvador a qui està consagrat el temple. Finalment, a l'alçada de la coberta, apareixen dos pinacles com a elements decoratius.
A l'esquerra de la façana hi ha situada la torre-campanar, de planta quadrada i dividida en quatre cossos mitjançant la presència de motllures, destacant als cantells de la part superior la presència d'un rebaix acabat amb punta a la part inferior. Al segon cos del campanar, hi ha la presència d'una petita obertura en forma d'espitllera amb arc de mig punt, i a l'últim cos es troben quatre obertures amb arc de mig punt on s'han ubicat les campanes.

## Història
L'església parroquial de Sant Salvador fou reconstruïda recentment tot seguint un estil neoclàssic. A la llinda de la porta es pot llegir la data de 1872.